# Cantón de Chalon-sur-Saône-Norte
El cantón de Chalon-sur-Saône-Norte era una división administrativa francesa, que estaba situada en el departamento de Saona y Loira y la región de Borgoña.

## Composición
El cantón estaba formado por siete comunas, más una fracción de la comuna que le daba su nombre:
- Chalon-sur-Saône (fracción)
- Champforgeuil
- Crissey
- Farges-lès-Chalon
- Fragnes
- La Loyère
- Sassenay
- Virey-le-Grand

## Supresión del cantón de Chalon-sur-Saône-Norte
En aplicación del Decreto n.º 2014-182 de 18 de febrero de 2014, el cantón de Chalon-sur-Saône-Norte fue suprimido el 22 de marzo de 2015 y sus 8 comunas pasaron a formar parte; seis del nuevo cantón de Chalon-sur-Saône-1, una del nuevo cantón de Gergy y la fracción de la comuna que le daba su nombre se unió con las demás fracciones para que, por medio de una reestructuración cantonal, fueran creados los nuevos cantones de Chalon-sur-Saône-1, Chalon-sur-Saône-2 y Chalon-sur-Saône-3.